# كأس لبنان للسيدات 2017–18
كأس لبنان للسيدات 2017–18 هي النسخة العاشرة من كأس لبنان للسيدات، أعلى بطولة كأس كرة قدم نسائية للأندية في لبنان.
لعبت البطولة بين 26 تشرين الثاني 2017 و14 شباط 2018 بمشاركة 8 فرق، وحقق اللقب ذوق مصبح للمرة الثانية على التوالي بعد فوزه 3–2 في النهائي على نجوم الرياضة.

## ربع النهائي
شارك في ربع النهائي 8 فرق، وتأهل منها 4 فرق إلى نصف النهائي. لعبت المباريات في 26 تشرين الثاني 2017.
| رقم المباراة | الفريق المضيف  | النتيجة | الفريق الضيف        |
| ------------ | -------------- | ------- | ------------------- |
| 1            | نجوم الرياضة   | 4–0     | الإخاء الأهلي عاليه |
| 2            | ذوق مصبح       | 5–0     | أكاديمية بيروت      |
| 3            | يونايتد طرابلس | 2–0     | جبل الشيخ           |
| 4            | السلام زغرتا   | 1–3     | بيريتوس             |

## نصف النهائي
شارك في نصف النهائي 4 فرق، وتأهل منها فريقين إلى النهائي. لعبت المباريات في 26 كانون الأول 2017.
| رقم المباراة | الفريق المضيف | النتيجة | الفريق الضيف   |
| ------------ | ------------- | ------- | -------------- |
| 1            | نجوم الرياضة  | 12–1    | يونايتد طرابلس |
| 2            | ذوق مصبح      | 3–1     | بيريتوس        |

## النهائي
شارك في النهائي ناديي نجوم الرياضة وذوق مصبح، وهما نفس الفريقين الذين شاركا في النسخة السابقة. لعبت المباراة في 14 شباط 2018.
| رقم المباراة | الفريق المضيف | النتيجة | الفريق الضيف |
| ------------ | ------------- | ------- | ------------ |
| 1            | نجوم الرياضة  | 2–3     | ذوق مصبح     |